# Jean-Joseph Villars
Jean Joseph Baptiste Villars est un homme politique français né le 7 août 1751 à Pact (Isère) et décédé le 21 novembre 1812 à Vienne (Isère).
Président du tribunal civil de Vienne, il est député de l'Isère de 1809 à 1812.